# Graeme Pearman
 (août 2023).
Pour les articles homonymes, voir Pearman.
Graeme Pearman (né en 1941) est un ancien chef du Commonwealth Scientific and Industrial Research Organisation (CSIRO), notamment de la branche Atmospheric Research (Recherche atmosphérique) en Australie de 1992 à 2002 et est un expert international du dérèglement climatique.

## Parcours
Graeme Pearman a publié plus de 150 articles scientifiques. Il quitte le CSIRO en 2004 pour créer sa propre société de conseil et occuper un poste à l'Université Monash. Il organise des séances d'information pour les médias, le gouvernement, l'industrie et les groupes environnementaux.

## Récompenses
Les principaux prix reçus comprennent la médaille CSIRO en 1988 et le prix UNEP Global 500 en 1989. Il est élu membre de l'Académie des sciences australienne en 1989 et membre de la Royal Society of Victoria en 1997,. Il est nommé membre de l'Ordre d'Australie en 1999 et reçoit une médaille du centenaire en 2001.